# Adolf Jebens
Adolf Jebens (* 19. März 1819 in Elbing; † 8. Mai 1888 in Berlin) war ein deutscher Maler.

## Leben
Ab 1832 besuchte Jebens das Cöllnische Gymnasium in Berlin, anschließend studierte er an der Königlich Preußischen Akademie der Künste. Zwischen 1836 und 1839 war er in Paris und studierte an der École des Beaux-Arts und war Schüler in den Lehrateliers von Carl von Steuben und Paul Delaroche. Von 1839 bis vor 1841 war er in Elbing, Danzig und Berlin als Porträtmaler tätig, 1841 erneut in Paris und wiederum Schüler von Paul Delaroche. 1842 erfolgte ein Studienaufenthalt in Rom, sowie die Teilnahme am Pariser Salon und an der Berliner Akademie-Ausstellung. Er reiste 1843–1846 durch Warschau, Danzig und Elbing und war als Porträtist der Danziger Gesellschaft tätig. Danach war Jebens in Sankt Petersburg mit einer erfolgreichen Tätigkeit als Porträtist, ab 1848 Lehrer der Malerei an der Zeichenschule der Gesellschaft zur Förderung der Künste Sankt Petersburg. Vor 1861 erfolgte die Ernennung zum Mitglied, 1861 zum Akademiker der Genremalerei der Kaiserlich Russischen Akademie der Künste. Nach einer Reise über Warschau 1863/64 (Ausführung verschiedener Auftragsporträts von Soldaten) ließ er sich in Berlin nieder.

## Werke

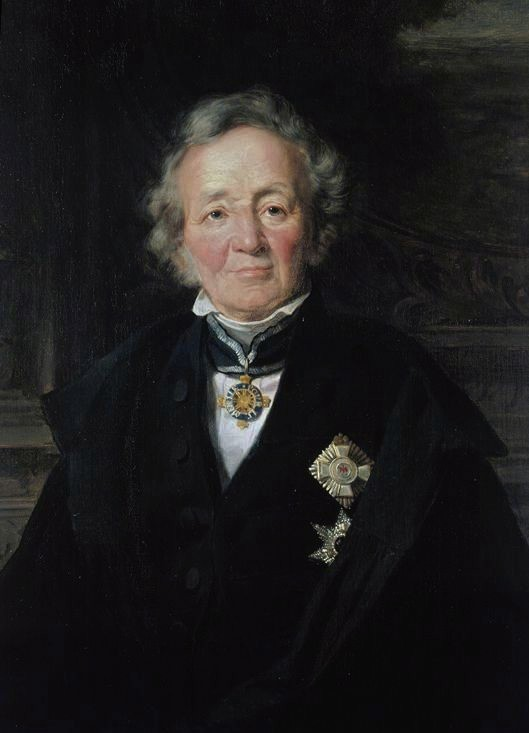
Leopold von Ranke, Kopie eines 1868 geschaffenen Gemäldes von Julius Schrader, 1875

- Französische Blumen- und Fruchthändlerin, Ölgemälde, Verbleib unbekannt (Kunst-Verein 1841, Nr. 78)
- Zwei spielende Kinder, Ölgemälde, Verbleib unbekannt (ebd., Nr. 79)
- Le compte d’Egmont (Goethe), Verbleib unbekannt (Salon 1842, Nr. 1006; vermutlich in Paris ausgeführt)
- Die verfängliche Frage, Verbleib unbekannt (ebd., Nr. 430; vermutlich in Paris ausgeführt)
- Egmont und Clärchen (Aufzug III. Sc. II. Clärchen. Laß mich dir in die Augen sehen; alles drin finden, Trost und Hoffnung, Freude und Kummer), Verbleib unbekannt (BAA 1842, Nr. 1440; Kunst-Verein 1842, Nr. 106; vermutlich in Paris ausgeführt).
- Porträt Leopold von Ranke, Kopie nach einem Original von Julius Schrader, 1875, Märkisches Museum (Berlin)